# نرگال-اوشزیب
نرگال اوشزیب (Nergal-ušezib) (در اصل نامش شوزوب بوده‌است، Šuzub)، یکی از اشراف و بزرگان بابل بود که در سال ۶۹۴ قبل از میلاد توسط ایلامی ها به حکومت بابل نشانده شد، به این ترتیب که ایلامی‌ها که در آن زمان با سناخریب پادشاه آشور در جنگ بودند، در یک اقدام غیرمنتظره و کاملاً غافلگیرکننده و تعجب‌آور به شمال بابل هجوم بردند و آشور-ندین-شومی پادشاه بابل را که پسر سناخریب بود، دستگیر کردند و به ایلام فرستادند که در آنجا به قتل رسید. ایلامی‌ها سپس نرگال-اوشزیب را حاکم بابل کردند. آشوریها که در حدود خلیج فارس می‌جنگیدند، با جنگیدن، راه خود را به سوی شمال باز کردند و شهرهای متعددی را تسخیر نمودند. جنگ بزرگی بین آشوریها و بابلیها در نزدیکی شهر نیپور در سال ۶۹۳ درگرفت. نرگال اوشزیب دستگیر شد و به نشانه انتقام به نینوا برده شد. نرگال-اوشزیب اندکی بیش از یک سال بر بابل حکومت کرد. عاقبت کار او نامعلوم است، ولی این طور به نظر می رسد که آشوریها وی را به طرز وحشتناکی به قتل رسانده باشند، چرا که ایلامی‌ها پسر سناخریب را به قتل رسانده بودند و طبیعی است که پایانی بسیار دردناک در انتظار نرگال-اوشزیب بوده‌باشد. پس از وی، شاهزاده‌ای کلدی به‌نام موشزیب-مردوک به سلطنت بابل رسید که مقاومت در برابر آشوریها را ادامه‌داد.